# Pajiștea Ciacova
Pajiștea Ciacova este o arie protejată (sit de importanță comunitară — SCI) din România, desemnată în scopul protejării biodiversității și menținerii într-o stare de conservare favorabilă a florei spontane și faunei sălbatice, precum și a habitatelor naturale de interes comunitar aflate în arealul zonei de protecție. Aceasta este întinsă pe o suprafață de 41,9 ha, integral pe uscat.

## Localizare
Centrul sitului Pajiștea Ciacova este situat la coordonatele 45°29′45″N 21°07′28″E / 45.495794°N 21.124505°E. Acesta se întinde pe teritoriul administrativ al orașului Ciacova din județul Timiș.

## Înființare
Situl Pajiștea Ciacova (ROCIC0346) a fost declarat sit de importanță comunitară în septembrie 2011 pentru a proteja un număr necunoscut de specii din flora spontană și fauna sălbatică aflate în arealul zonei.

## Biodiversitate
Situată în ecoregiunea panonică, aria protejată conține 1 habitat natural: Pajiști stepice subpanonice.
La baza desemnării sitului se află un număr nedeclarat de specii protejate.
Pe lângă speciile protejate, pe teritoriul sitului au mai fost identificate 2 specii de plante: floarea-de-leac (Ranunculus pedatus) și o specie rară de trifoi (Trifolium subterraneum)